# Luís Mendonça
Luís Carlos Ribeiro Nunes Mendonça (16 januari 1986) is een Portugees voormalig wielrenner.

## Carrière
In maart 2018 behaalde Mendonça zijn eerste UCI-zege toen hij het eindklassement van de zesdaagse Ronde van Alentejo op zijn naam schreef. De leiderstrui had hij na de vijfde etappe, een tijdrit, overgenomen van Mark Downey.

## Overwinningen
2018
Eindklassement Ronde van Alentejo
2020
1e etappe Trofeo Joaquim Agostinho
Puntenklassement Trofeo Joaquim Agostinho

## Ploegen
- 2016 –  Funvic Soul Cycles-Carrefour (stagiair vanaf 27-7)
- 2017 –  Louletano-Hospital de Loulé
- 2018 –  Aviludo-Louletano-Uli
- 2019 –  Radio Popular Boavista
- 2020 –  Efapel
- 2021 –  Efapel
- 2022 –  Glassdrive Q8 Anicolor
- 2023 –  Glassdrive Q8 Anicolor
- 2024 –  Sabgal / Anicolor

Affonso · Almeida · Bulgarelli · Cardoso · Chamorro · Diniz · Gaspar · Mahler · Manarelli · Nazaret · Nicácio · Piedra · Pinheiro · Quirino · Ramos · Urtasun · Machado (stagiair) · Mendonça (stagiair) · Rincón (stagiair)
Barbosa · de la Fuente · Evangelista · Fernandes · García de Mateos · Hernández · Mendonça · Pérez · Rodrigues
- Système universitaire de documentation: 20473990X
- Virtual International Authority File: 2305149416749789730006